# قائمة مواقع التراث العالمي في إسرائيل
هذه قائمة لمواقع التراث العالمي في إسرائيل مع خصائص التراث الثقافي والطبيعي في إسرائيل كما هو منصوص عليه في قائمة التراث العالمي لليونسكو أو على القائمة المؤقتة للبلاد.

## مواقع التراث العالمي
يمكن فرز الجدول حسب العمود عن طريق النقر فوق  أعلى العمود المناسب. أبجدياً لأعمدة الاسم والمساحة والسنة؛ حسب الحالة لعمود الموقع؛ وحسب نوع المعايير لعمود المعايير. المواقع الواقعة على الحدود مُدرجة في الأسفل.
الموقع؛ سُمِّيت بعد التسمية الرسمية للجنة التراث العالمي
الموقع الجغرافي؛ على مستوى المدينة أو الإقليم أو المنطقة والعناصر الجغرافية
المعيار؛ على النحو المحدد من قبل لجنة التراث العالمي
المساحة؛ بالهكتار والفدان. إذا كان متوفراً، كما أُخِذ بعين الاعتبار حجم المنطقة العازلة. تُشِير قيمة الصفر إلى عدم نشر أي بيانات من قبل اليونسكو
السنة؛ التي تم خلالها تسجيل الموقع على قائمة التراث العالمي
الوصف؛ معلومات موجزة عن الموقع، بما في ذلك أسباب ضمه إلأى قائمة المواقع المُعرضة للخطر، إن وُجِد
| الاسم                                    | الصورة                                                      | الموقع                                                                             | المعيار                  | المساحة هكتار (فدان)                       | السنة | الوصف | المراجع |
| ---------------------------------------- | ----------------------------------------------------------- | ---------------------------------------------------------------------------------- | ------------------------ | ------------------------------------------ | ----- | ----- | ------- |
| المركز البهائي العالمي في حيفا والجليل   | Large white buildings in a landscape garden.                | حيفا والمنطقة الشمالية 32°49′46″N 34°58′18″E / 32.82944°N 34.97167°E               | ثقافي: (iii)(vi)         | 63 (160); المنطقة العازلة 255 (630)        | 2008  |       | [ 3 ]   |
| تلال - مجيدو، حاصور، أبو محفوظ التوراتية | Ruins of building consisting of low walls of unhewn stones. | إسرائيل · 32°35′50″N 35°10′56″E / 32.59722°N 35.18222°E                            | ثقافي: (ii)(iii)(iv)(vi) | 96 (240); المنطقة العازلة 604 (1,490)      | 2005  |       | [ 4 ]   |
| طريق البخور - مدن النقب الصحراوية        | Ruins of buildings in a desert.                             | النقب 30°32′28″N 35°9′39″E / 30.54111°N 35.16083°E                                 | ثقافي: (iii)(v)          | —                                          | 2005  |       | [ 5 ]   |
| متسادا                                   | Ruins of a building made of unhewn stones.                  | المنطقة الجنوبية 31°18′49″N 35°21′10″E / 31.31361°N 35.35278°E                     | ثقافي: (iii)(iv)(vi)     | 276 (680); المنطقة العازلة 28,965 (71,570) | 2001  |       | [ 6 ]   |
| عكا                                      | A fortress or a tower of a fortification.                   | الجليل 32°55′42″N 35°5′2″E / 32.92833°N 35.08389°E                                 | ثقافي: (ii)(iii)(v)      | 63 (160)                                   | 2001  |       | [ 7 ]   |
| المدينة البيضاء—الحركة الحديثة           | White modern building.                                      | تل أبيب 32°4′0″N 34°47′0″E / 32.06667°N 34.78333°E                                 | ثقافي: (ii)(iv)          | 140 (350); المنطقة العازلة 197 (490)       | 2003  |       | [ 8 ]   |
| وادي الكهوف القديمة في الكرمل            |                                                             | جبل الكرمل 32°40′12″N 34°57′55″E / 32.67000°N 34.96528°E                           | ثقافي: (iii)(v)          | 54 (130); المنطقة العازلة 370 (910)        | 2012  |       | [ 9 ]   |
| المتنزه الوطني بيت غوفرين                |                                                             | المنطقة الجنوبية (إسرائيل)، إسرائيل · 31°36′0″N 34°53′44″E / 31.60000°N 34.89556°E | ثقافي: (v)               | 259 (640)                                  | 2014  |       | [ 10 ]  |
| متنزه بيت شعاريم                         |                                                             | حيفا، إسرائيل · 32°42′8″N 35°7′37″E / 32.70222°N 35.12694°E                        | ثقافي: (ii)(iii)         | 12 (30); المنطقة العازلة 64 (160)          | 2015  |       | [ 11 ]  |

## القائمة المؤقتة
بالإضافة إلى المواقع المُدرجة في قائمة التراث العالمي، يمكن للدول الأعضاء الاحتفاظ بقائمة بالمواقع المؤقتة التي قد تُفكِّر في ترشيحها مستقبلاً. لا تُقبَل الترشيحات لقائمة التراث العالمي إلا إذا كان الموقع مدرجاً في القائمة المؤقتة. اعتباراً من عام 2015، سجَّلت إسرائيل 18 موقعاً في قائمتها المؤقتة. وقد تم تضمين هذه المواقع بالإضافة إلى السنة التي أُدرجت فيها في الجدول التالي:
| الاسم                                                | الصورة | الموقع                     | المعيار                        | السنة |
| ---------------------------------------------------- | ------ | -------------------------- | ------------------------------ | ----- |
| البوابة ثلاثية القوس في تل القاضي ومصادر الأردن      |        | المنطقة الشمالية           | مختلط: (iv)(vi)(vii)(x)        | 2000  |
| أولى الكنس في الجليل                                 |        | المنطقة الشمالية           | ثقافي: (iii)(vi)               | 2000  |
| مسيرات يسوع والرسل في الجليل                         |        | المنطقة الشمالية           | ثقافي: (iii)(vi)               | 2000  |
| بحيرة طبريا ومواقعها القديمة                         |        | المنطقة الشمالية           | مختلط                          | 2000  |
| قصر المنية                                           |        | المنطقة الشمالية (إسرائيل) | ثقافي: (iv)                    | 2000  |
| واد الحمام (جبل) (Arbel، مقام النبي شعيب، قرون حطين) |        | المنطقة الشمالية           | مختلط                          | 2000  |
| دغانيا ألف ونهلال                                    |        | المنطقة الشمالية           | ثقافي: (v)(vi)                 | 2000  |
| بيسان                                                |        | المنطقة الشمالية           | ثقافي: (ii)(iv)(v)(vi)         | 2000  |
| قيسارية ماريتيما                                     |        | حيفا                       | ثقافي: (ii)(iv)(v)(vi)         | 2000  |
| المسجد الأبيض                                        |        | المنطقة الوسطى             | ثقافي: (ii)(iv)                | 2000  |
| القدس (امتداد) (1)                                   |        | القدس                      | ثقافي: (i)(ii)(iii)(iv)(v)(vi) | 2000  |
| جبل عديد                                             |        | المنطقة الجنوبية           | ثقافي: (iii)(v)                | 2000  |
| وادي تمناع                                           |        | المنطقة الجنوبية           | مختلط                          | 2000  |
| القلاع الصليبية                                      |        | مناطق مختلفة               | ثقافي: (iv)(v)(vi)             | 2000  |
| Makhteshim Country                                   |        | المنطقة الجنوبية           | مختلط                          | 2001  |
| الوادي الكبير المتصدع - طرق الهجرة - سهل الحولة      |        | المنطقة الشمالية           | طبيعي                          | 2004  |
| لفتا – قرية جبلية تقليدية                            |        | القدس                      | ثقافي: (ii)(iii)(v)            | 2015  |
| عين كارم، قرية ومشهدها الثقافي                       |        | القدس                      | ثقافي: (ii)(iii)(v)(vi)        | 2015  |

## حواش
- 1 أضافت إسرائيل هذا المقترح إلى قائمتها المؤقّتة في عام 2000 تحت اسم "القدس"، وذلك من أجل توسيع الموقع المقترح أساسًا من قبل الأردن عام 1981 للبلدة القديمة وأسوارها، ليشمل منطقة جبل صهيون. لم يحظى هذا المقترح باعتراف اليونسكو، كما لم تقدِّمه إسرائيل بعد إلى لجنة التراث العالمي، لأن مفاوضات غير رسميّة جرت من أجل تأخير التقديم.[14]

## وصلات خارجية
- UNESCO World Heritage Centre - Israel